# Tjänstegrader i indiska försvaret och polisen

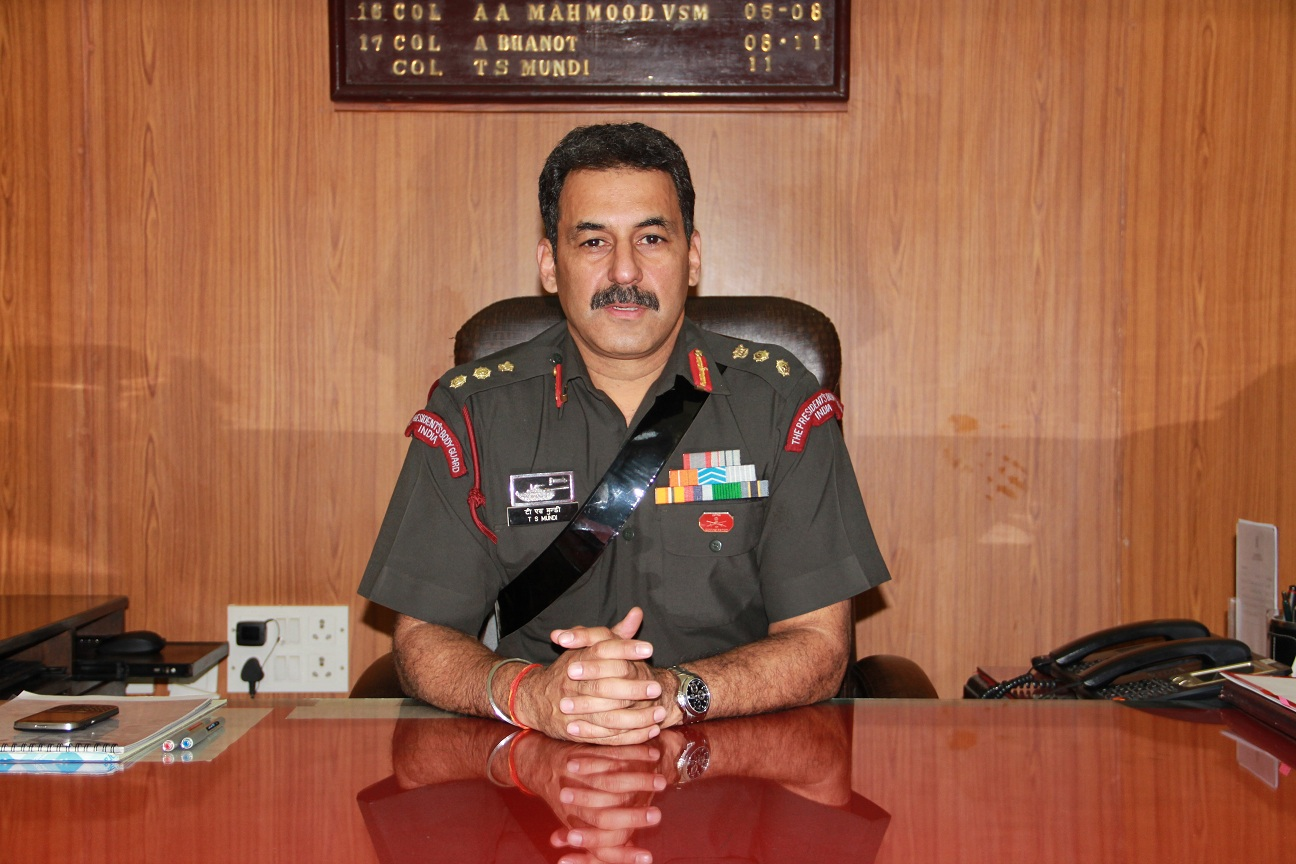
Överste vid indiska armén

## Försvarsmaktens grader
| Rang | Marinen                                             | Coast Guard                                         | Armén                                   | Flygvapnet                       |
| ---- | --------------------------------------------------- | --------------------------------------------------- | --------------------------------------- | -------------------------------- |
| 1.   | Admiral                                             | -                                                   | General                                 | Air Chief Marshal                |
| 2.   | Vice Admiral                                        | Director General                                    | Lieutenant-General                      | Air Marshal                      |
| 3.   | Rear Admiral                                        | Inspector General                                   | Major-General                           | Air Vice Marshal                 |
| 4.   | Commodore                                           | Deputy Inspector General (Senior)                   | Brigadier                               | Air Commodore                    |
| 5.   | Captain                                             | Deputy Inspector General (Junior)                   | Colonel                                 | Group Captain                    |
| 6.   | Commander                                           | Commandant Commandant (Junior Grade)                | Lieutenant-Colonel                      | Wing Commander                   |
| 7.   | Lieutenant Commander                                | Deputy Commandant                                   | Major                                   | Squadron Leader                  |
| 8.   | Lieutenant Sub-Lieutenant                           | Assistant Commandant Assistant Commandant (Trainee) | Captain Lieutenant                      | Flight Lieutenant Flying Officer |
| 9.   | Master Chief Petty Officer I                        | Pradhan Sahayak Engineer Pradhan Adhikari           | Subedar-Major                           | Master Warrant Officer           |
| 10.  | Master Chief Petty Officer II                       | Uttam Sahayak Engineer Uttam Adhikari               | Subedar                                 | Warrant officer                  |
| 11.  | Chief Artificer Chief Petty Officer Artificer I-III | Sahayak Engineer Adhikari Pradhan Yantrik           | Naib-Subedar                            | Junior Warrant officer           |
| 12.  | -                                                   | -                                                   | Warrant Officer endast fältpostpersonal | -                                |
| 13.  | Artificer IV Petty Officer                          | Uttam Yantrik Pradhan Navik                         | Havildar                                | Sergeant                         |
| 14.  | Artificer V Leading Seaman                          | Yantrik Uttam Navik                                 | Naik                                    | Corporal                         |
| 15.  | Seaman I Apprentice Seaman II                       | Navik                                               | Lance Naik Jawan                        | Leading Aircraftman Aircraftman  |

## Polisens grader
|  |                                 |                            |                             |                                    |                                 |                          |                                     |                                 |                                                             |                                                              |
|  | Director of Intelligence Bureau | Director General of Police | Inspector General of Police | Deputy Inspector General of Police | Senior Superintendent of Police | Superintendent of Police | Additional Superintendent of Police | Deputy Superintendent of Police | Assistant Superintendent of Police (andra anställningsåret) | Assistant Superintendent of Police (första anställningsåret) |

| ' |                                 |                          |                                     |                                 |
|   | Senior Superintendent of Police | Superintendent of Police | Additional Superintendent of Police | Deputy Superintendent of Police |

|  |                     |                               |                         |                                   |                       |                         |                  |
|  | Inspector of Police | Assistant Inspector of Police | Sub-Inspector of Police | Assistant Sub-Inspector of Police | Police Head Constable | Senior Police Constable | Police Constable |

## Jämförelse mellan polisens och arméns grader

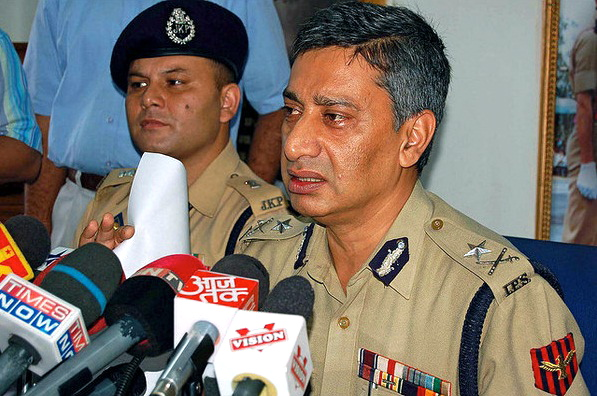
Till höger: Inspector General of Police från Indian Police Service; till vänster: Additional Superintendent of Police från polisen i Jammu och Kashmir.

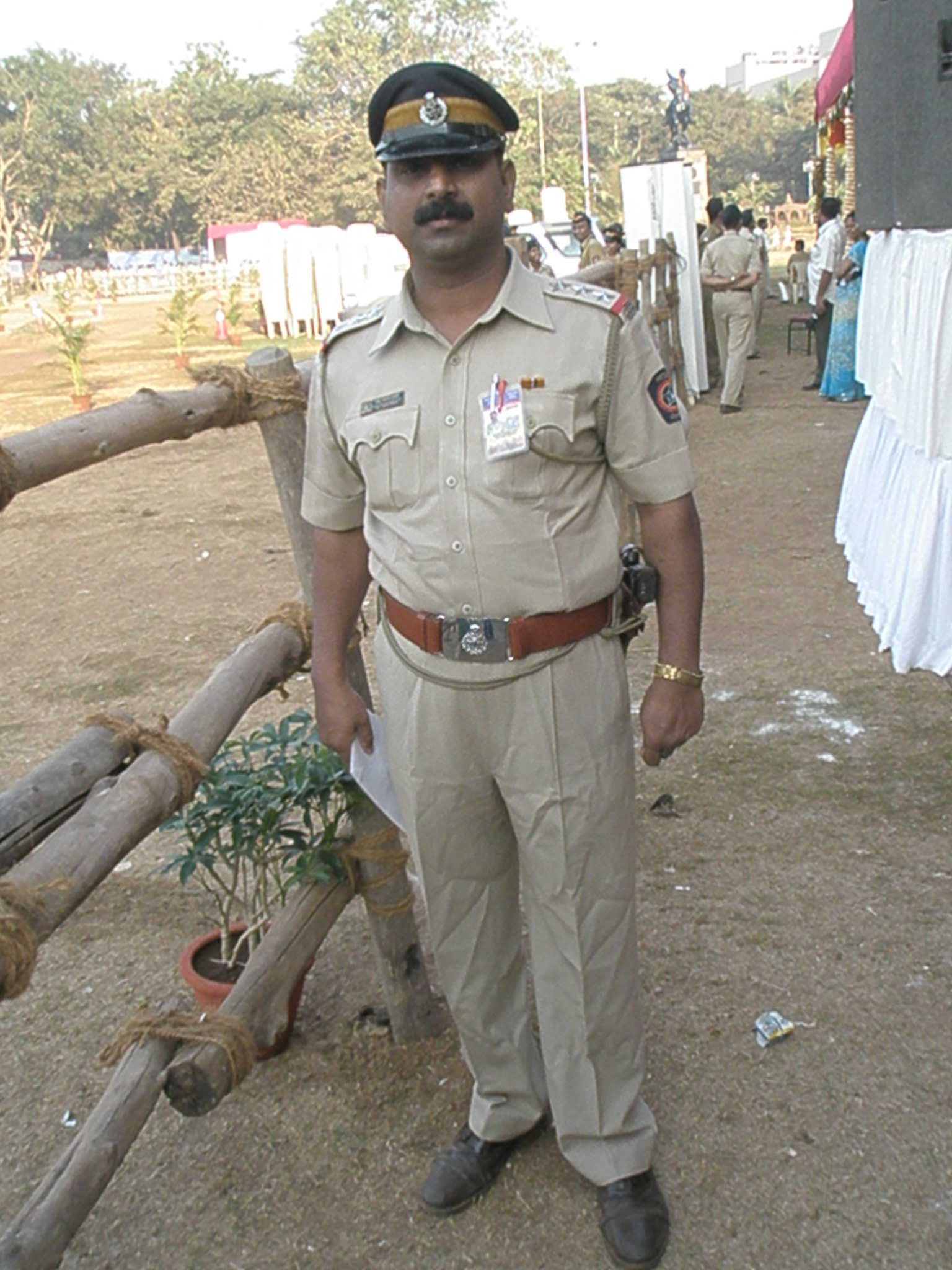
Inspector i Mumbai.

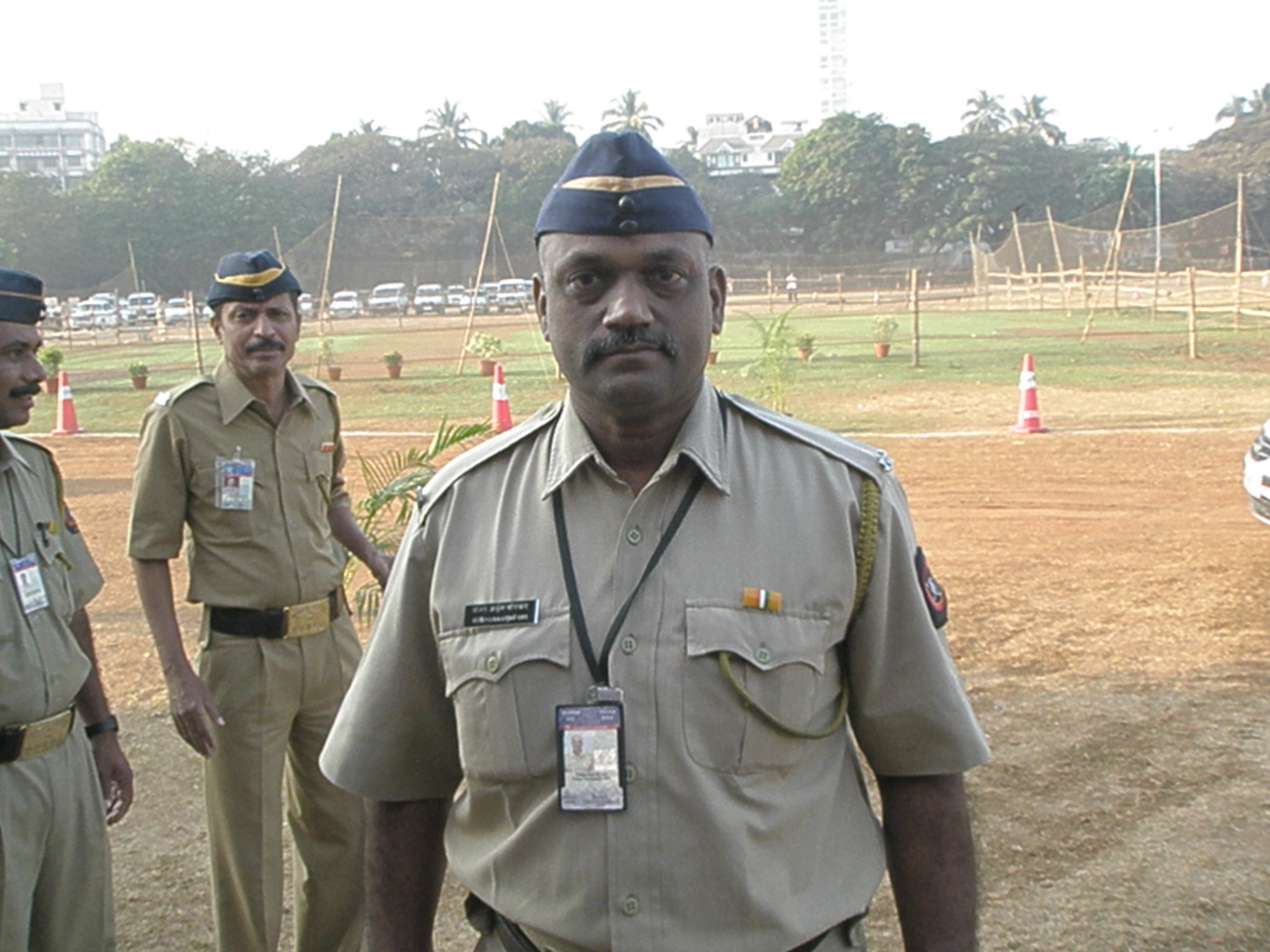
Constable i Mumbai.

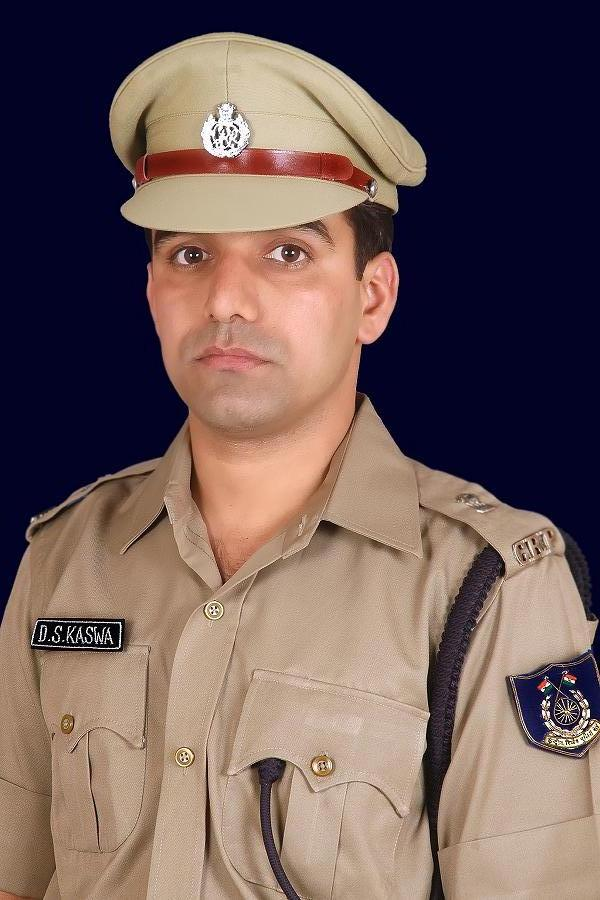
Deputy Commandant, Central Reserve Police Force.

| Rang | Polisen                                                          | Indiska armén                           | Motsvarighet i svenska polisen     |
| ---- | ---------------------------------------------------------------- | --------------------------------------- | ---------------------------------- |
| 2.   | Director General of Police Additional Director General of Police | Lieutenant-General                      | Rikspolischef                      |
| 3.   | Inspector General of Police                                      | Major-General                           | Polisdirektör                      |
| 4.   | Deputy Inspector General of Police                               | Brigadier                               | Biträdande polisdirektör           |
| 5.   | Senior Superintendent of Police                                  | Colonel                                 | Polismästare                       |
| 6.   | Superintendent of Police (Junior Administrative Grade)           | Lieutenant-Colonel                      | Polisintendent                     |
| 7.   | Superintendent of Police (Time Scale)                            | Major                                   | Polissekreterare                   |
| 8.   | Assistant Superintendent of Police                               | Captain Lieutenant                      | Polissekreterare i befordringsgång |
| 9.   | -                                                                | Subedar-Major                           | -                                  |
| 10.  | Police Inspector                                                 | Subedar                                 | Poliskommissarie (sektionschef)    |
| 11.  | Police Sub-Inspector                                             | Naib-Subedar                            | Poliskommissarie                   |
| 12.  | Assistant Police Sub-Inspector                                   | Warrant Officer endast fältpostpersonal | Polisinspektör (gruppchef)         |
| 13.  | Head Constable                                                   | Havildar                                | Polisinspektör                     |
| 14.  | Senior Constable                                                 | Naik                                    | -                                  |
| 15.  | Police Constable                                                 | Lance Naik Jawan                        | Polisassistent                     |

## De centrala paramilitära styrkorna
| Rang | ASSAM RIFLES                            | Armén                                   | BORDER SECURITY FORCE CENTRAL RESERVE POLICE FORCE                    |
| ---- | --------------------------------------- | --------------------------------------- | --------------------------------------------------------------------- |
| 1.   | -                                       | General                                 | -                                                                     |
| 2.   | Director General                        | Lieutenant-General                      | Director General Special Director General Additional Director General |
| 3.   | Inspector General                       | Major-General                           | Inspector General                                                     |
| 4.   | Deputy Inspector General                | Brigadier                               | Deputy Inspector General                                              |
| 5.   | Commandant                              | Colonel                                 | Commandant                                                            |
| 6.   | Second-in-Command                       | Lieutenant-Colonel                      | Second-in-Command                                                     |
| 7.   | Deputy Commandant                       | Major                                   | Deputy Commandant                                                     |
| 8.   | Assistant Commandant                    | Captain Lieutenant                      | Assistant Commandant                                                  |
| 9.   | Subedar-Major                           | Subedar-Major                           | Subedar-Major                                                         |
| 10.  | Subedar                                 | Subedar                                 | Inspector                                                             |
| 11.  | Naib-Subedar                            | Naib-Subedar                            | Sub-Inspector                                                         |
| 12.  | Warrant Officer endast fältpostpersonal | Warrant Officer endast fältpostpersonal | Assistant Sub-Inspector                                               |
| 13.  | Havildar                                | Havildar                                | Head Constable                                                        |
| 14.  | Naik                                    | Naik                                    | -                                                                     |
| 15.  | Lance Naik Rifleman                     | Lance Naik Jawan                        | Constable                                                             |

## Tullverket

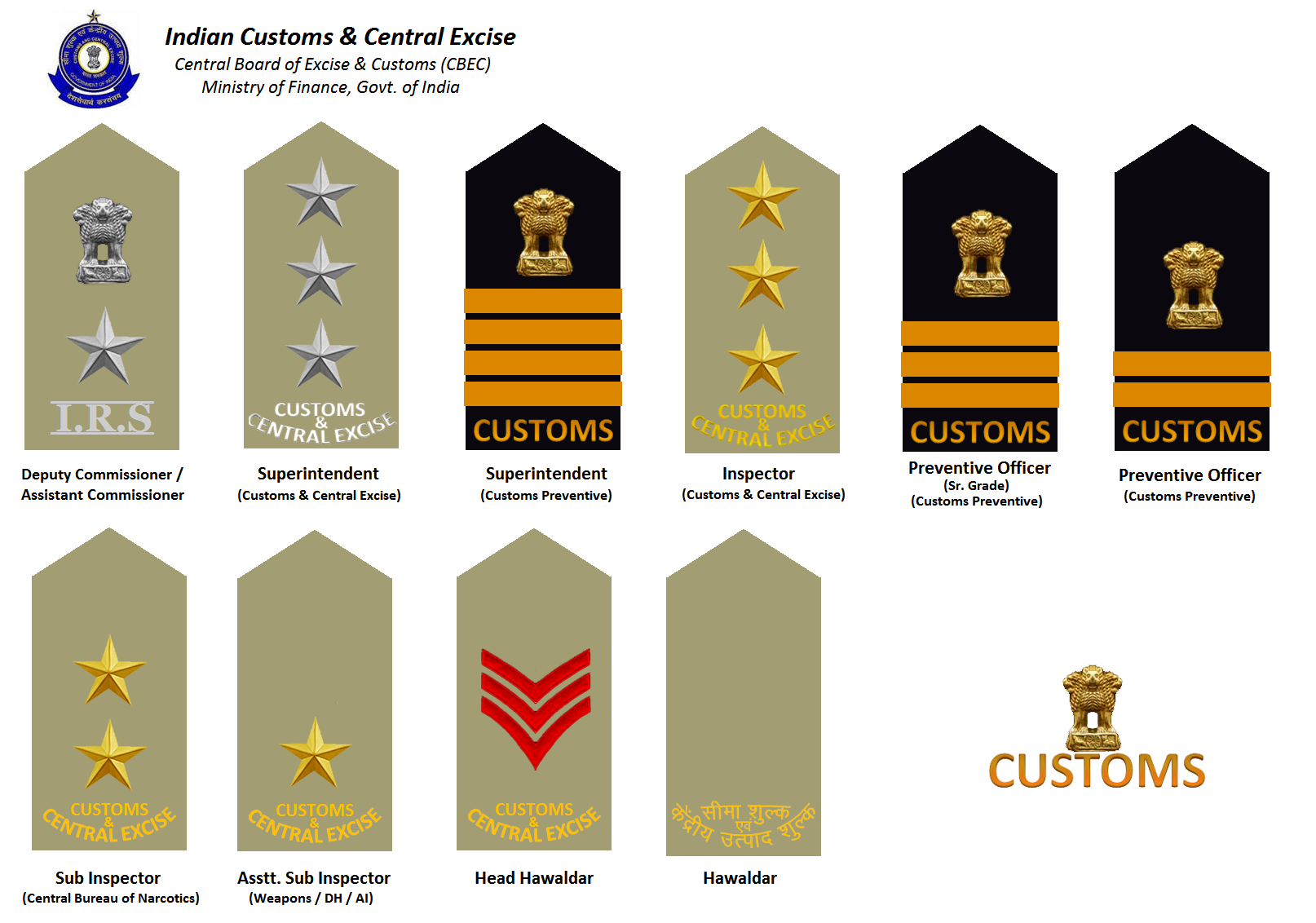
Det indiska tullverkets gradbeteckningar. Blå axelklaffar används av sjö- och flygplatstullen.

De myndigheter som lyder under Central Board of Excise and Custom har följande tjänstegrader. De viktigaste av dessa är Central Excise & Service Tax som ansvar för uppbörd av accis samt gränskontroll vid landgränser. Customs som ansvarar för tulluppbörd gränskontroll vid flygplatser och sjögränser. Central Bureau of Narcotics som ansvarar för bekämpning av illegal narkotikahandel. Central Economic Intelligence Bureau är finansministeriets underrättelsetjänst inom områdena ekonomisk brottslighet och ekonomisk krigföring.
| Rang | Tjänstegrad i det indiska tullverket | Motsvarande grad i den indiska armén       |
| ---- | --- | ------------------------------------------ |
| 1    | Chairperson Central Board of Excise and Custom Member Central Board of Excise and Custom Chief Commissioner Central Economic Intelligence Bureau | General                                    |
| 2.   | Chief Commissioner Director General Principal Commissioner                                                                                       | Lieutenant-General                         |
| 3.   | Commissioner | Major-General                              |
| 4.   | Additional Commissioner | Brigadier                                  |
| 5.   | Joint Commissioner | Colonel                                    |
| 6.   | Deputy Commissioner | Lieutenant-Colonel                         |
| 7.   | Assistant Commissioner | Major                                      |
| 8.   | Superintendent Senior Intelligence Officer District Opium Officer Appraising Officer                                                             | Captain Lieutenant                         |
| 9.   | - | Subedar-Major                              |
| 10.  | Inspector Preventive Officer Intelligence Officer Examiner                                                                                       | Subedar                                    |
| 11.  | Executive Assistant | Naib-Subedar                               |
| 12.  | Tax Assistant Sub Inspector | Warrant Officer (endast fältpostpersonal ) |
| 13.  | Assistant Sub Inspector | Havildar                                   |
| 14.  | Head Havaldar | Naik                                       |
| 15.  | Havaldar | Lance Naik Jawan                           |